# Ilburnia acuta
Ilburnia acuta är en insektsart som beskrevs av Frederick Arthur Godfrey Muir 1919. Ilburnia acuta ingår i släktet Ilburnia och familjen sporrstritar. Inga underarter finns listade i Catalogue of Life.